# Vinařská kulturní krajina na ostrově Pico
Vinařská kulturní krajina na ostrově Pico (portugalsky Paisagem da Cultura da Vinha da Ilha do Pico) je název jedné z portugalských kulturních památek, které jsou zapsány na seznamu světového dědictví UNESCO. Jedná se o území o rozloze 987 ha na západním skalnatém pobřeží azorského ostrova Pico. Pro toto území jsou charakteristické černé nízké zídky z čediče, které zde začaly vznikat v 15. století při snaze lidí ekonomicky zhodnotit zdejší krajinu. Zídky jsou zde trasovány kolmo i rovnoběžně k pobřežní hraně a vytvářejí tak síť uzavřených prostor (tzv. „currais“ či „curraletas“). V těchto ohrazených parcelách se daří vinné révě, která je chráněna před větry a roztříštěnou mořskou vodou ve vzduchu.
Tato jedinečná kulturní krajina drobných obezděných polí je odkazem práce několika generací drobných zemědělců, kteří si v nehostinném prostředí dokázali vytvořit podmínky udržitelného života a byli schopni zde pěstovat víno. 

## Fotogalerie

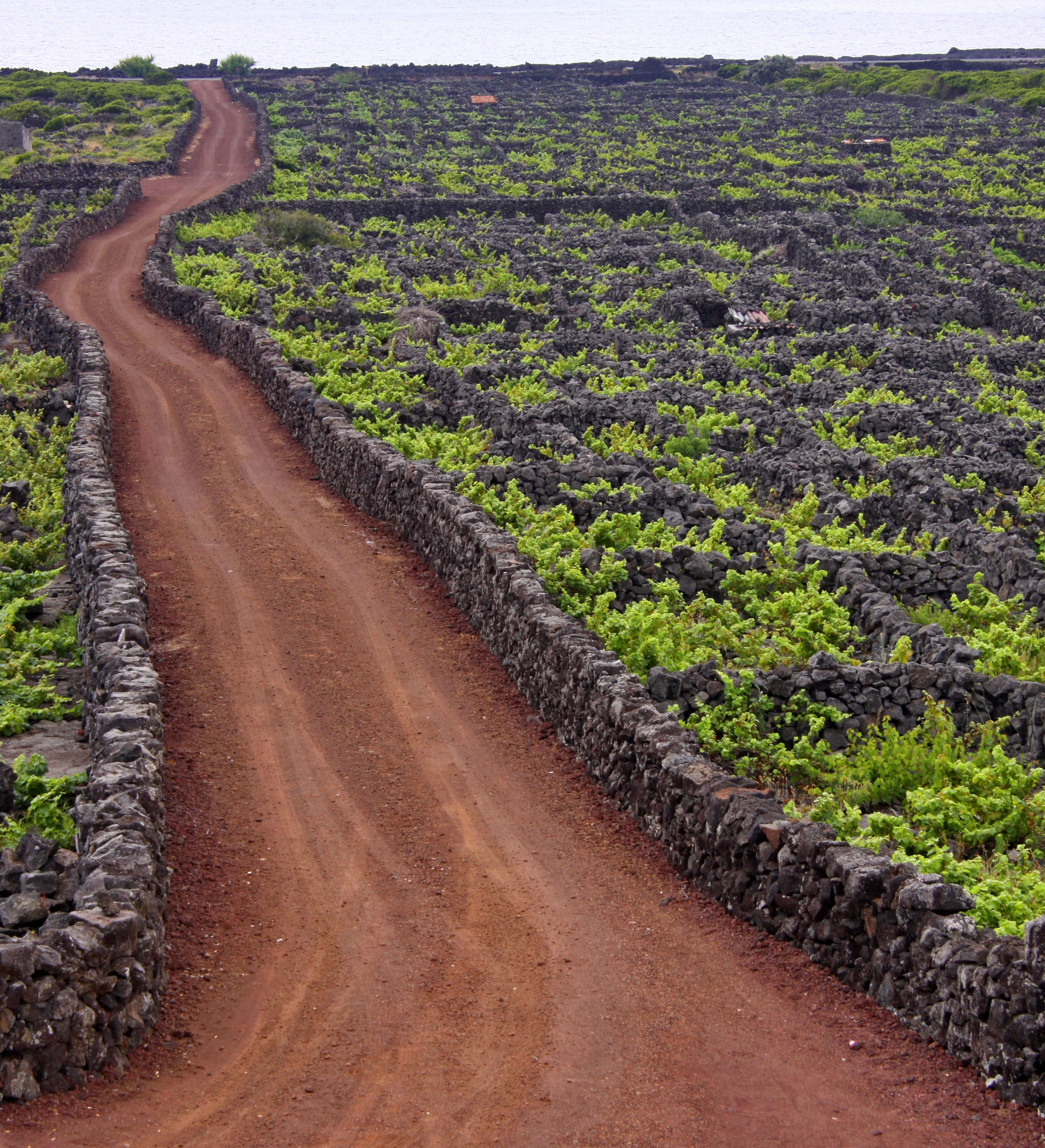
zdejší krajina 1
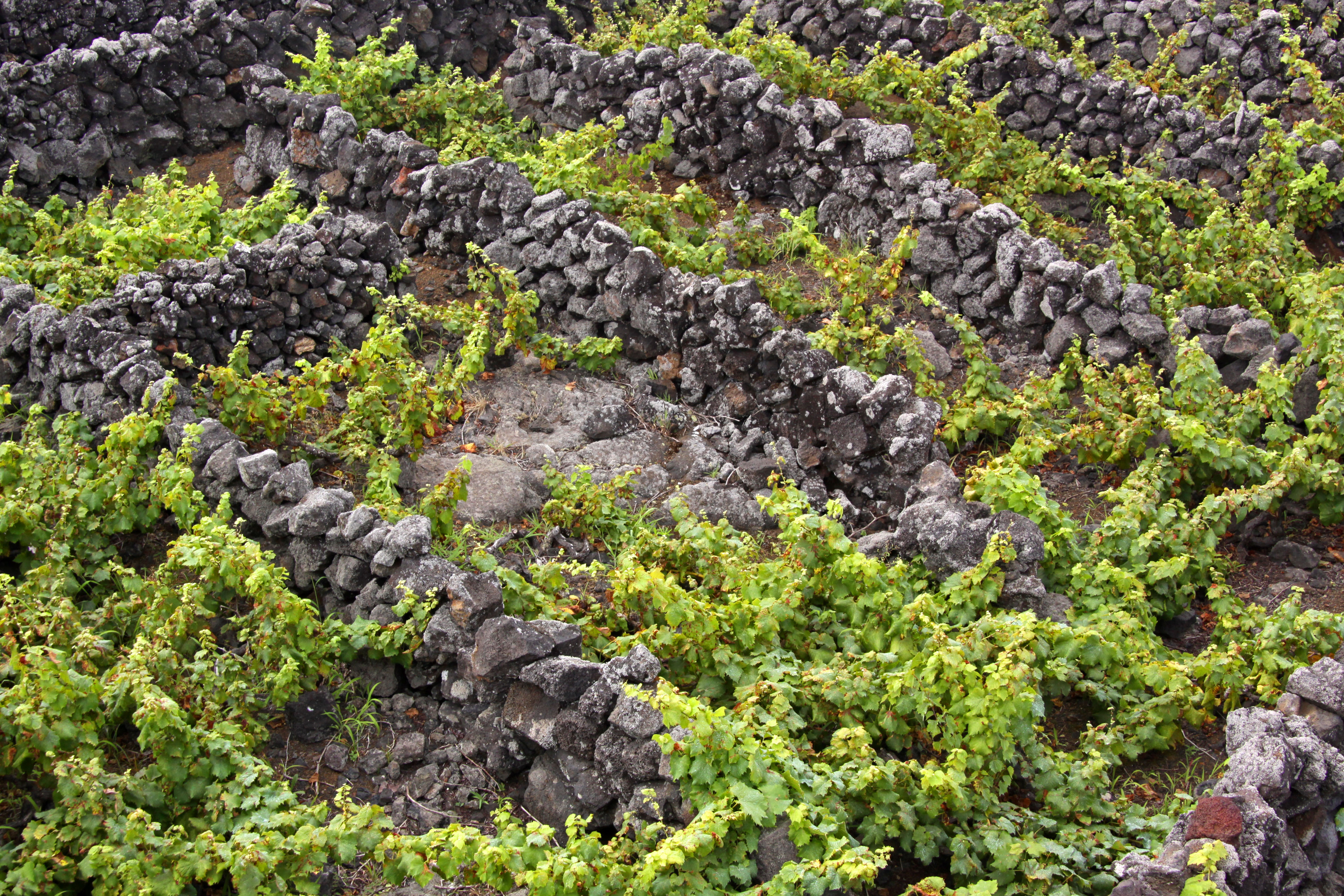
zdejší krajina 2
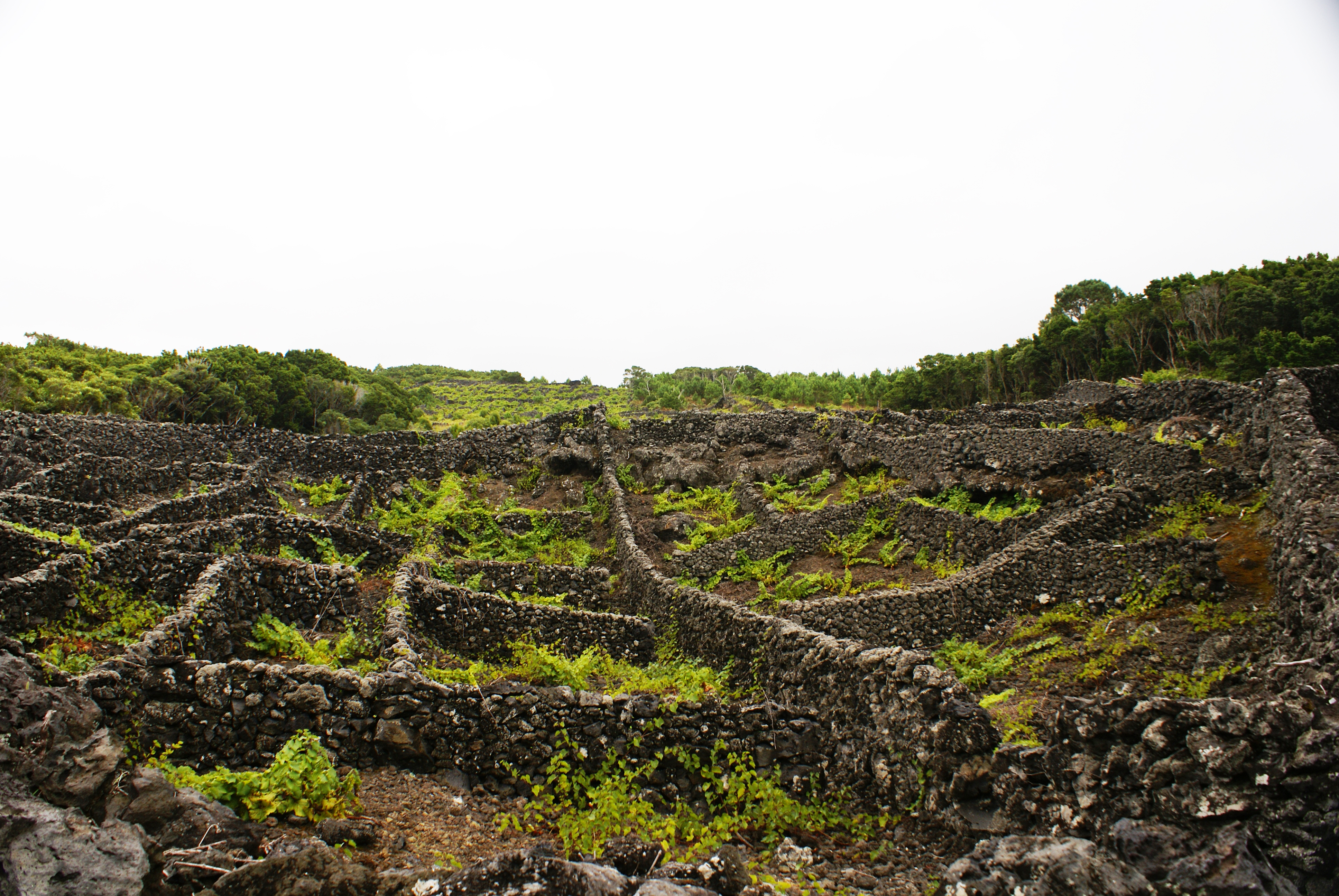
zdejší krajina 3